# Jocie Guo
Jocie Guo Mei Mei (caratteri cinesi: 郭美美; pinyin: Guō Měiměi; Singapore, 21 marzo 1982) è una cantante singaporiana naturalizzata taiwanese, che ha fatto la sua prima apparizione nel mondo dello spettacolo nel 2005.
Ha un contratto con l'etichetta discografica singaporiana Play Music, che si occupa delle sue apparizioni sul mercato. Al suo debutto, le è stata data l'immagine di una dolce, innocente ragazzina da cartoni animati, e questa l'ha portata al successo dopo poche settimane dalla pubblicazione del suo primo singolo.

## Carriera
Prima di entrare nell'industria musicale, Jocie studiava al Singapore Polytechnic. Nel 2005, i suoi primi due singoli, i cui video sono costati insieme 250.000 NTW, hanno venduto, complessivamente, 55.000 copie circa, portandola al successo in patria. Successivamente è stata notata anche dai produttori taiwanesi, che le hanno procurato un contratto con la major Warner Music Taiwan.
Il primo album di Jocie, 不怕不怕 (No More Panic), è stato pubblicato nel 2006 ed ha raggiunto la prima posizione nella classifica di vendite singaporiana RIAS. A Taiwan lo stesso album ha venduto più di 60.000 copie, ottenendo il disco di platino. Nel 2006, Jocie ha partecipato come ospite alla tappa singaporiana del tour del gruppo taiwanese Mayday, insieme ad altri artisti compatrioti quali Stefanie Sun. Nello stesso anno, Guo ha vinto i premi come "Miglior esordiente" e "Miglior esordiente femminile" ai terzi Hit King Awards annuali di Canton, in Cina ed ai sesti Global Chinese Music Awards annuali; ha ottenuto il premio di "Miglior esordiente" anche alla cerimonia dei 9+2 Billboard Music Pioneer Awards organizzata dalla stazione radio Guangdong, insieme al premio per la "Canzone più popolare del 2006" grazie al suo singolo Bu Pa Bu Pa.
Nell'aprile 2007, si è esibita alla cerimonia dei settimi Annual Music Awards della Ray Media, e nello stesso anno è stata scelta come portavoce negli spot pubblicitari della compagnia di gelati Hong Bao Lai, in Cina. Precedentemente, Guo fu scelta anche per pubblicizzare i prodotti cosmetici Sa Sa e lo Aji Tei Kyoto Sabo.
Nel 2007 è stato pubblicato il suo secondo album, 我的答铃 (My Darling), che ha raggiunto la seconda posizione nella classifica TVB8 di Hong Kong ed ha fatto ottenere all'artista l'ennesimo premio come "Miglior esordiente". Il 3 ottobre dello stesso anno, Jocie si è esibita al 2008 Asian Song Festival, tenutosi al World Cup Stadium di Seul, in Corea del Sud.
Il 7 marzo 2009 ha cantato la canzone 放了爱 alla Media Fiesta 2009, tenutosi al Marina Square Atrium di Singapore. Più tardi, lo stesso mese, è apparsa come ospite negli episodi 11 e 12 della terza stagione di Campus SuperStar, una popolare competizione canora televisiva singaporiana, cantando le canzoni 放了爱 e 许愿树.

## Discografia
Nel suo singolo di debutto sono state incluse anche la cover della canzone 老鼠爱大米 (pinyin: Lǎoshǔ Ài Dà Mǐ; tradotta come "I topi amano i ricchi"), originariamente di Xiang Xiang, e diversi remix. La versione di Jocie di 老鼠爱大米 ha influenze techno ed hip hop.
Il suo secondo singolo, 不怕不怕 (pinyin: Bu Pa Bu Pa; tradotto come: "Non aver paura, non aver paura"), è una cover cinese della canzone pop moldava-rumena Dragostea Din Tei, originariamente degli O-Zone, ed è stato pubblicato a novembre del 2005.
Tale canzone ha dato il nome all'album di debutto di Jocie, 不怕不怕, conosciuto anche come No More Panic, pubblicato a gennaio del 2006. Oltre al precedente singolo, l'album conteneva canzoni originali ed altre cover, con uno stile musicale variabile dal folk acustico alle ballate sentimentali. La canzone 勾勾手 (pinyin: gōu gōu shǒu), contenuta nell'album, è stata usata come sigla di chiusura della serie televisiva singaporiana 爱的掌门人 (Love Concierge).
Il secondo album di Jocie, 我的答铃 (My Darling; pinyin: Wo De Da Ling), è stato pubblicato il 22 ottobre 2007. Verso la fine di maggio dell'anno successivo, è stata pubblicata una versione CD+DVD dello stesso album, contenente due bonus track e cinque video musicali dell'artista.
Circa un anno più tardi, Jocie avrebbe cantato 放了爱 (pinyin: fang le ài) e 许愿树 (pinyin: xǔ yuàn shù), rispettivamente sigle di apertura e chiusura della serie televisiva singaporiana del 2009 一切完美2 (Perfect Cut 2). Il testo della prima è stato scritto dalla compositrice Xiao Han.

### Album
| Numero dell'album | Informazioni |
| ----------------- | --- |
| 1                 | 不怕不怕 - Pubblicato: Gennaio 2006 (in tutto il mondo) - Lingua: cinese - Etichetta: Warner Music - Genere: Mandopop               |
| 2                 | 我的答铃 (My Darling) - Released: 22 ottobre 2007 (in tutto il mondo) - Lingua: cinese - Etichetta: Warner Music - Genere: Mandopop |